# Walter Conrad (Politiker, 1921)
Walter Conrad (* 22. Februar 1921) ist ein ehemaliger deutscher Gewerkschafter (FDGB). Er war von 1949 bis 1950 Abgeordneter des Volksrates der SBZ bzw. der Provisorischen Volkskammer der DDR.

## Leben
Conrad leistete während des Zweiten Weltkriegs sechs Jahre Kriegsdienst als Soldat in der Wehrmacht. Nach dem Krieg wurde er Mitglied des Freien Deutschen Gewerkschaftsbundes (FDGB) und arbeitete als Lederzuschneider im VEB Goldpunkt-Schuhfabrik in Berlin.
Ab Mai 1949 war er mit dem Mandat des FDGB Mitglied des 2. Deutschen Volksrates und von Oktober 1949 bis November 1950 Abgeordneter der Provisorischen Volkskammer der DDR.